# HD 192699 b
HD 192699 b es un planeta extrasolar que se encuentra a 220 años luz en la constelación del Águila, orbitando la estrella HD 192699.Su masa es de 2,5 veces la masa de Júpiter. A pesar de su distancia orbital mayor que la de la Tierra, el periodo orbital es menor de un año, debido a que la estrella del sistema es más masiva que el Sol.
Éste es uno de los tres planetas de los que hay pruebas indirectas de sistemas planetarios recorriendo estrellas del tipo A.